# Odkaz pre starostu
Odkaz pre starostu (zkratka OPS, v českém překladu Vzkaz pro starostu) je slovenský projekt pro hlášení závad a problémů na veřejných prostranstvích orgánům veřejné správy obcí prostřednictvím webové a mobilní aplikace. Projekt byl spuštěn v roce 2010 a je jedním z projektů nevládní neziskové organizace Inštitút pre dobre spravovanú spoločnosť (SGI, Slovak Governance Institute). Na rozdíl od mnoha podobných českých projektů je tento projekt pojat jako neziskový a nekomerční a dobrovolníci z řad veřejnosti jsou zapojení nejen do sběru podnětů, ale v mnohem větší míře i do participace na jejich administraci. S projektem spolupracuje všech 8 slovenských krajských měst a přes stovku dalších měst a obcí, tím se stal na Slovensku jednoznačně dominantním projektem tohoto typu. Projekt je financován z veřejných dotací i z darů. 

## Historie
Za vznikem projektu stál dvojčlenný tým, který tvořil Banskobystričan Michal Šimonfy, student digitálních médií na Akademii umění, a Marián Kišďurka, který absolvoval střední školu v Banské Bystrici a poté pracoval pro Inštitút pre dobre spravovanú spoločnosť SGI v Bratislavě, jehož jménem je projekt provozován. Projekt byl v listopadu 2010 prezentován na multimediálním festivalu intermedia.bb v Banské Bystrici. Tvůrci se inspirovali britským projektem FixMyStreet.com (založeným na open-source frameworku FixMyStreet) a pokusili se ji aplikovat do slovenského prostředí. Jako první oslovili se žádostí o spolupráci starosty všech bratislavských městských částí, poté byly do projektu zapojeny Banská Bystrica, Želiezovce a Vinodol a tvůrci měli ambici rozšířit ho přinejmenším na všechna slovenská krajská města. Pilotní část byla spuštěna v únoru 2010.
Podle článku ze srpna 2013 bylo do projektu zapojeno 20 měst a obcí, z toho 7 krajských měst, neustále přibývaly další obce a portál v té době evidoval kolem 900 vyřešených podnětů.
Za rok 2019 přibylo do projektu 25 samospráv a počet zapojených samospráv přesáhl 150. Za rok 2019 bylo nahlášeno 18 655 podnětů, což je o 7 tisíc více než v roce 2018.
K 26. květnu 2021 uvádělo počítadlo na hlavní stránce portálu celkem 50 210 vyřešených podnětů od spuštění projektu (počet vložených podnětů je ještě o desítky procent vyšší) a v menu v záhlaví bylo možné vybrat všech 8 krajských měst, 53 dalších zapojených měst a 77 dalších obcí (na Slovensku je celkem 2890 obcí, z toho 141 měst a 39 samosprávných městských částí Bratislavy a Košic).

## Popis projektu
Fungování je podobné jako u většiny podobných projektů, kdokoliv může prostřednictvím mobilní aplikace nebo webové stránky zdokumentovat a zaevidovat závadu, nedostatek či problém na veřejných prostranstvích v zapojených městech a obcích. Projekt je určen „hlavně pro hlášení problémů týkajících se hmotných věcí, které mohou být uklizené, opravené, vyměněné nebo odstraněné“ a podnět se musí vázat ke konkrétní lokalitě. Nemají být touto cestou hlášeny urgentní problémy ani problémy, jejichž řešení je jen v kompetenci policie. Administrátor podnět zkontroluje, schválí a přepošle k řešení a vyjádření příslušné místní samosprávě. Další vývoj v řešení podnětu je zaznamenáván do veřejně přístupné evidence a podle osobních nastavení jsou též zasílány notifikace autorům podnětů a těm, kdo se přihlásili ke sledování daného podnětu. Doplňkovou, avšak nepříliš využívanou funkcí je možnost rozesílání zpráv („oznamů“) obecní samosprávou uživatelům, kteří se v dané lokalitě zaregistrovali.  
V roce 2019 byla spuštěna nová verze mobilní aplikace. V roce 2019 byly webová i mobilní verze doplněny o maďarské rozhraní.
Nejpozději se zasláním prvního podnětu je ohlašovatel zaregistrován, do registrace však nemusí uvádět svou plnou občanskou identitu, ale postačí kontaktní e-mailová adresa a alespoň rodné jméno, jehož pravost není ověřována (z podmínek používání je zřejmé, že jako jméno je přípustná i přezdívka). Uživatelské jméno a případně i příjmení je zobrazeno veřejně a předáváno s podnětem, e-mailová adresa není zveřejňována a údajně ani předávána samosprávám obcí, stejně jako případné další osobní údaje, které lze do profilu nepovinně vyplnit pro statistické účely (pohlaví, věk, bydliště aj.). Veřejně je přístupný přehled všech vložených podnětů, zaregistrovaný účastník má navíc přístup k přehledu svých podnětů a stavu jejich vyřizování, přičemž tento přehled je společný pro podněty podané přes web i přes mobilní aplikaci. 
Každý podnět musí být doprovozen nejméně jednou dokumentační fotografií nebo videem, bez ní není možné podnět vložit; fotografií však může být i více, přičemž první z nich se v přehledech a notifikacích zobrazuje jako titulní. 
Lokalizace místa, jehož se podnět týká, se provádí na podkladu Google Map s možností přepnutí na ortofotomapu. V mobilní aplikaci je výchozí poloha mapy vždy dána aktuální polohou mobilního telefonu, mapou lze pohybovat a měnit zoom, ale není možný žádný způsob vyhledávání v mapě zadáním textu; hlásit problém dodatečně z jiného místa je tak velmi obtížné. Ve webové verzi naopak musí uživatel napřed zadat název města a jméno ulice, jinak ho systém k vyhledávání v mapě vůbec nepustí; adresy ani jiné názvy míst či objektů než názvy ulic vyhledávat nelze. Souřadnice z Exif metadat fotografie mobilní ani webová verze neumí využít. Na základě volby bodu v mapě systém přidělí podnětu název městské části a ulice, takto přidělené údaje jsou v mnoha případech nepřesné a chybné, ale ohlašovatel nemá možnost je opravit na správné. Pro zadávání polohy i pro přehled zadaných podnětů je použita podkladová mapa Google Maps, v detailu podnětu je poloha konkrétního podnětu zobrazena na podkladu OpenStreetMap. 
Předmět a téma podnětu ohlašovatel musí zadat pomocí komplikované třístupňové kategorizace. Hlavních kategorií  je 7: cesty (vozovky) a chodníky, zeleň a životní prostředí, dopravní značení, městský mobiliář, automobily, veřejné služby a veřejný pořádek. Rozdělení je sice komplikované, ale ne příliš logické, například koše, lavičky či zastávky MHD patří pod městský mobiliář, zatímco veřejné osvětlení, kanalizace či provoz a vozidla MHD patří pod veřejné služby, dopravně bezpečnostní zařízení typu sloupků, betonových zábran či semaforů pod dopravní značení, avšak zábradlí přímo pod cesty. Název podnětu, pod nímž se zobrazuje v přehledech, je pak automaticky generován z automaticky přiděleného názvu ulice a ze zvolené kategorie podnětu, ručně název podnětu zadat nelze (může jej však upravit administrátor). Na závěr je možno doplnit slovní popis podnětu v kolonce nadepsané v mobilní aplikaci „Detaily podnětu“ a ve webové verzi „Popis problému“, ve webové verzi je délka tohoto popisu omezena na 800 znaků. 
Specifickou funkcí tohoto projektu oproti jiným srovnatelným je, že na základě lokalizace a kategorie závady vyhledá podobné závady v okolí a dotáže se, jestli aktuálně hlášená závada je s některou z již evidovaných totožná. Pokud ohlašovatel totožnost odsouhlasí, jeho nový podnět je přidán jen jako komentář k již existujícímu staršímu podnětu. 
Vlastní podnět může uživatel dodatečně upravovat, dokud má status „čekající“, k již zveřejněnému vlastními i cizímu podnětu může v případě chyby údajů nebo změny stavu pouze přispět komentářem a případně fotodokumentací do diskuse. Do diskuse může kdokoliv vložit aktuální informaci nebo reagovat na ostatní diskusní příspěvky nebo na odpověď zodpovědného adresáta. U odpovědí odpovědných samospráv či jiných organizací mohou všichni návštěvníci webu hlasovat, zda odpověď (řešení podnětu) považují za dostačující. 
Na rozdíl od většiny českých systémů, kde schvalování nových podnětů provádí pracovník provozovatele a status řešení podnětů nastavují přímo obecní úřady, v OPS obě tyto činnosti provádějí především pověření dobrovolníci. Tím je zajištěna jistá míra nezávislosti administrace a předcházeno tomu, aby úřady obcí relevantní podněty bezdůvodně stornovaly nebo označovaly nepravdivě jako vyřešené, jak se běžně děje v českých systémech. 
Vložené podněty jsou přiděleny ke schválení územně příslušnému dobrovolnickému adminovi, který případně opraví souřadnice a nadpisy podnětů a pak je manuálně nasměruje adresátovi podle „zodpovědnosti“ – nejčastěji úřadu obce nebo městské části, ale jako cíloví řešitelé jsou ve statistikách zahrnuty i další subjekty: městské organizace (Městské lesy, dopravní podnik), správci veřejného osvětlení (Siemens), Národní dálniční společnost, Slovak Telekom aj. Nové podněty mají status „čekající“, po zpracování adminem dostávají status „zaslané samosprávě“, a poté, co adresát potvrdí jejich přijetí, dostávají status „v řešení“. Pokud adresát do 14 dnů nezašle žádnou odpověď, je podnět automaticky označen jako neřešený. Pokud odpověď dojde, o statusu podnětu nerozhoduje autor odpovědi, ale dobrovolnický administrátor dané lokality. Kromě statusu „vyřešený“ a „neřešený“ je přidělován ještě status „uzavřený“, který je přidělován jednak v případech, kdy problém zanikl sám nebo jej vyřešil někdo neznámý, nebo pokud adresát odůvodnil odmítnutí navrženého řešení, nebo pokud adresát neúspěšně vyčerpal všechny možné kroky k řešení. Údajně může admin udělit též status „rozhodněte“ v případě, že sám nedokáže rozhodnout, zda podnět je vyřešen, a určí to až na základě hlasování veřejnosti pod příslušnou odpovědí v diskusi.
Rozhraní pro samosprávy obsahuje nástroje pro přidělování podnětů jednotlivým útvarům či referentům a sledování termínů řešení. Systém správy podnětů pro samosprávy je distribuován pod názvem „Odkaz pre starostu PRO“. Základní verze Odkazu pre starosty je pro samosprávy zdarma, verze PRO je již placená, ale v rámci akce byla samosprávám do 5000 obyvatel, které se přihlásily do července 2019, nabídnuta bezplatně.
Evidované podněty jsou zveřejněny jednak ve formě mapy s velmi omezenou možností filtrování, jednak ve formě přehledů s mnohem bohatšími možnostmi filtrování i řazení. Registrovaný uživatel pak má navíc přístup k přehledu vlastních podnětů a přehledu sledovaných podnětů, v těchto přehledech však již nemá žádné další možnosti filtrování a řazení je pouze defaultní chronologické. Na webu jsou též dostupné jednoduché statistiky podle adresáta podnětu, počtu vyřešených a nevyřešených podnětů a podle hlavní tematické kategorie. 
Podmínky používání projektu kladou velký důraz na nepřípustnost projevů nenávisti, dehumanizace, stigmatizace nebo generalizace zejména vůči Romům a bezdomovcům. Dokonce i spojení „naši spoluobčania“ je jmenováno mezi výrazy, které jsou diskriminační, urážlivé a naprosto nevhodné. Obecně je při popisu problému vyžadována stručnost a věcnost bez zbytečných emocí a je zakázáno neopodstatněné zmiňování etnické, rasové nebo národnostní příslušnosti osob spojených s nahlášeným podnětem. Je zakázáno vystupovat pod jiným než vlastním jménem nebo přezdívkou. Je zakázáno veřejně na portále uvádět osobní údaje konkrétních fyzických osob, např. jména, adresy a telefonní čísla, a je zakázáno propagovat cizí společnosti nebo webové stránky, které s daným problémem nemají souvislost.

## Hodnocení

### Zlaté vědro Milana Capáka
Tvůrci portálu vymysleli ocenění „Zlaté vědro Milana Capáka“, které chtěli udělovat tomu starostovi, který se nejlépe stará o své město, úspěšně řeší podněty z portálu a ochotně komunikuje s obyvateli. Cena je pojmenována podle občana Rožňavy Milana Capáka, profesionálního muzikanta a bývalého učitele, přezdívaného „samozvaný betonár“, který ve svém městě v letech 2011–2012 svévolně záplatoval výmoly na ulicích v reakci na to, že si jeho žena na chodníku poranila nohu. Byl si vědom toho, že jeho počínání je nelegální, ale považoval je za méně nelegální, než když někdo bere peníze za neodvedenou práci.
Za rok 2012 i za první čtvrtletí 2013 ocenění získala Trnava, za rok 2013 pak Prievidza, za rok 2014 opět Trnava, kde jej převzal primátor Peter Bročka, který byl před svou kandidaturou na primátora dobrovolným administrátorem projektu za Trnavu, opakovaně získala cenu v některých kategoriích též bratislavská část Ružinov. Ocenění bylo udělováno ve dvou kategoriích (úspěšnost řešení podnětů, komunikace s občany) a to zvlášť pro malé samosprávy (do 20 000 obyvatel) a zvlášť pro velké samosprávy.
Na opačném konci žebříčku byla po prvním čtvrtletí 2013 Žilina, která podněty zcela ignorovala, a stejně tak nereagovaly Šaľa, Vinodol a bratislavské městské části Devínska Nová Ves, Podunajské Biskupice, Vrakuňa a Záhorská Bystrica.
Za rok 2019 Zlaté vědro získaly z velkých samospráv Žilina (jak v řešení podnětů, tak v komunikaci s občany) a z malých samospráv Malacky (také v obou kategoriích). Žilina se v lednu 2019 do projektu nově zapojila.

### Gamifikace
Provozovatelé portálu se jej snaží zatraktivnit a účastníky motivovat bodovacím systémem, kdy uživatelům, kteří vyplní místo svého bydliště na území některé ze zapojených obcí, přiděluje body aktivity: 50 bodů za každý schválený podnět, bonusové body za podpoření podnětu jiným uživatelem, 10 bodů za každý komentář v diskusi a bonusy za podporu komentáře, a 100 bodů za každé ověření podnětu na základě notifikace v chytrém telefonu; stav bodového konta je veřejně viditelný v profilu účastníka. Ve veřejně přístupném osobním profilu každého uživatele je zobrazeno statistické vyhodnocení jeho aktivity, na samostatné stránce je automaticky aktualizovaný pořadník 15 nejaktivnějších uživatelů portálu.

## Financování, podpora a partnerství
Projekt uvádí na svém portále seznam svých partnerů a podporovatelů.
Vývojářem mobilní aplikace pro Android i iOS byla společnost Softec a získala za ni 1. místo v soutěži AppsRulezz 2013.
Jako finanční podporovatelé jsou zmíněny Nadace Eset, Visegrad Fund, Cee Trust, Nadace Intenda, dárcovský systém provozuje Dobrá krajina, společnost Google věnovala cenu pro studentskou soutěž „Vychytaj problémy svojho mesta“. S propagací projektu pomohlo sdružení ZOMOS, Bratislavský okrašlovací spolek a řada dalších partnerů. Přímo v hlavním zápatí portálu je uvedeno, že rozšiřování portálu je financováno z projektu Participace, informovanost a tvorba veřejných politík na úrovni samospráv - Odkaz pre starostu 2.0, který je podpořen z Evropského sociálního fondu prostřednictvím operačního programu Efektivní veřejná správa.
Visegrad Fund údajně přispěl na to, aby v roce 2012 byla spuštěna obdoba portálu též v Česku, Polsku a Maďarsku, o výsledku tohoto záměru však není na portále zřetelná zmínka. Pouze české občanské sdružení Oživení pomohlo v roce 2012 s modifikací do pražského tematicky užšího projektu Chodci sobě.